# Angélique Kidjo

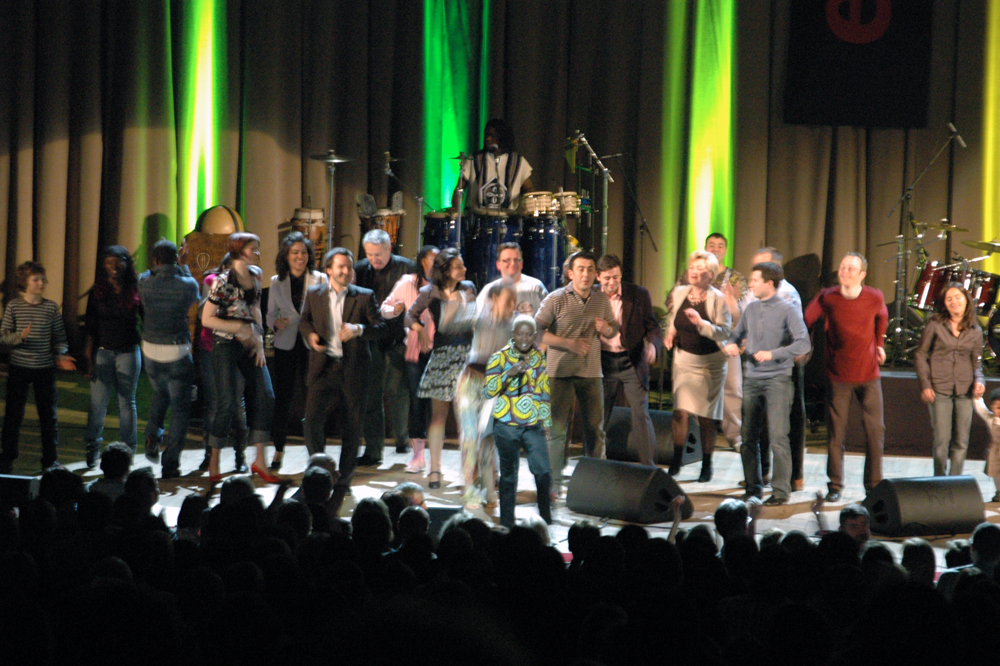
Występ w Sali Kongresowej,
21 kwietnia 2008

Angélique Kidjo, właśc. Angélique Kpasseloko Hinto Hounsinou Kandjo Manta Zogbin Kidjo (ur. 14 lipca 1960 w Kotonu) – benińska piosenkarka tworząca muzykę będącą połączeniem popu i tradycyjnych pieśni afrykańskich, laureatka Grammy, ambasador dobrej woli UNICEF.

## Życiorys
W 1982 wyjechała do Paryża, gdzie występowała w chórkach. Do zespołu Pili Pili zaprosił ją pianista jazzowy – Jasper van ’t Hof i zaangażował jako wokalistkę. Na scenie występowała m.in. z Vernonem Reidem, Buddym Guyem. Wśród artystów, z którymi nagrywała lub koncertowała są Carlos Santana, Dave Matthews Band, Peter Gabriel, Bono, Herbie Hancock, Cassandra Wilson, Vernon Reid i Annie Lennox. Uważana za „Pierwszą divę Afryki”, chociaż mieszka w Nowym Jorku.
Uważa się, że Angélique Kidjo jest uosobieniem wszystkiego co najlepsze w muzyce i kulturze Afryki, jest bodaj najsłynniejszą muzyczną ambasadorką i ikoną współczesnej world music. Jej płyta (Õÿö, 2010), została nominowana (2011) do nagrody Grammy w kategorii najlepszy album gatunku. Repertuar większości nagranych przez nią płyt tworzą utwory będące połączeniem popu i pieśni afrykańskich.
Artystka była jedną z głównych gwiazd ceremonii otwarcia piłkarskich mistrzostw świata w RPA w 2010. Angélique Kidjo od 2002 jest ambasadorem dobrej woli UNICEF i jedną z pierwszych gwiazd, której Marcus Miller zaproponował udział w widowisku „Marcus+”.
W sierpniu 2011 miała być gościem Marcusa Millera podczas koncertu „Solidarity of Arts” w Gdańsku obok takich gwiazd jak Trilok Gurtu, Leszek Możdżer, Tomasz Stańko, Edmar Castaneda i orkiestry Sinfonia Varsovia.
W 1998 nagrała jedną z dwóch głównych piosenek do disneyowskiego filmu Król lew 2 – We Are One. Za album Djin Djin Angélique Kidjo otrzymała w 2008 nagrodę Grammy.
Jest założycielką fundacji wspierającej edukację dziewcząt – The Batonga Foundation.
Laureatka Nagrody Grammy w kategorii Best World Music Album za płyty: Djin Djin (2007), EVE (2014), Sings (2015), Celia (2019) oraz w kategorii Best Global Music Album za płytę Mother Nature (2020). Wielokrotnie nominowana do Grammy, m.in. w kategorii Best World Music Album za płytę Oremi (1998) i Black Ivory Soul (2002) oraz w kategorii Best Contemporary World Music Album za płytę Oyaya! (2004) i Õÿő (2010).
W 2023 r. została laureatką Polar Music Prize.

## Odznaczenia
- Komandor Orderu Narodowego Beninu – 2008[5]
- Oficer Orderu Sztuki i Literatury – 2011, Francja[6]
- Złoty Medal Prezydenta Republiki Włoskiej – 2008, Włochy[6]

## Dyskografia
- Pretty
- 1990 – Parakou
- 1991 – Logozo
- 1994 – Ayé
- 1996 – Wombo Lombo
- 1996 – Fifa
- 1998 – Oremi
- 2001 – Keep On Moving: The Best of Angelique Kidjo
- 2002 – Black Ivory Soul
- 2004 – Oyaya!
- 2007 – Djin Djin
- 2010 – Õÿő
- 2012 – Spirit Rising
- 2014 – EVE
- 2015 – Sings
- 2018 – Remain in light
- 2019 – Celia
- 2020 – Mother Nature
- 2022 – Queen of Sheba (z Ibrahimem Maaloufem)[7]

## Nagrody i wyróżnienia
- 2007 – Grammy w kategorii Best World Music Album za płytę Djin Djin
- 2014 – Grammy w kategorii for Best World Music Album za płytę EVE
- 2015 – Grammy w kategorii for Best World Music Album za płytę Sings
- 2019 – Grammy w kategorii Best World Music Album za płytę Celia
- 2020 – Grammy w kategorii Best Global Music Album za płytę Mother Nature
- 2023 – nagroda Polar Music Prize